# پاراگاهامادا
پاراگاهامادا (به لاتین: Paragahamada) یک منطقهٔ مسکونی در سری‌لانکا است که در استان مرکزی (سری‌لانکا) واقع شده‌است.